# سیارک ۴۱۹۰
سیارک ۴۱۹۰ (به انگلیسی: 4190 Kvasnica، نامگذاری:1980JH) چهار هزار و صد و نودمین سیارک کشف شده‌است که در ۱۱ مه ۱۹۸۰ کشف شد.
قدر مطلق سیارک برابر ۱۲٫۸۰ است.